# Тайная история Изабеллы Баварской, королевы Франции
Тайная история Изабеллы Баварской, королевы Франции (фр. Histoire secrete d'Isabelle de Baviere, reine de France) — псевдоисторический роман маркиза де Сада. Роман был написан в 1813 году и не был опубликован при жизни де Сада, впервые увидев свет в 1953 году. Роман повествует о жизни Изабеллы Баварской, которую перо де Сада описывает как красивую, развратную, жадную, манипулирующую и жестокую. Судя по примечанию, которое автор поместил в конце рукописи, де Сад взял за основу романа завещание Филиппа III Доброго и исповедь любимого любовника Изабеллы, Луи де Буабурдона, которую он нашёл среди документов того периода, хранившихся в картезианском монастыре близ Дижона, куда он ездил в 1764 году для их прочтения, уничтоженных во время Французской революции.

## Анализ
Вся история об Изабелле, а также упомянутые исторические источники, на которых она основана, являются выдумками де Сада. Роман представляет собой аллегорическую критику монархизма.